# Olios longipes
Espèce
Synonymes
- Midamus longipes Simon, 1884
- Olios longipedes Roewer, 1951

Olios longipes est une espèce d'araignées aranéomorphes de la famille des Sparassidae.

## Distribution
Cette espèce est endémique du Soudan.

## Description
La carapace du mâle syntype mesure 3,5 mm de long sur 3,5 mm et la carapace de la femelle syntype mesure 4 mm de long sur 3,9 mm et l'abdomen 7,5 mm de long sur 4,2 mm.

## Systématique et taxinomie
Cette espèce a été décrite sous le protonyme Midamus longipes par Simon en 1884. Elle est placée dans le genre Olios par Roewer en 1951 qui la renomme Olios longipedes. Jäger en 2020 lui rend son nom.

## Publication originale
- Simon, 1884 : « Arachnides recueillis à Khartoum (Soudan ègyptien) par M. Vossion, vice-consul de France et appartenant au Muséum de Paris. » Bulletin de la Société Zoologique de France, vol. 9, p. 1-28 (texte intégral).